# Ільїнська Світлана Миколаївна
Світлана Миколаївна Ільїнська — радянський і український кінорежисер та сценарист.

## Життєпис
Народилася 8 липня 1961 р. в Києві в родині кінорежисера М. С. Ільїнського.
Закінчила Київський державний інститут театрального мистецтва ім. І. Карпенка-Карого (1983).
Член Національної спілки кінематографістів України.

## Фільмографія
- «Канкан в Англійському парку» (1984, асистент режисера у співавт.)
- «Золотий ланцюг» (1986, асистент режисера у співавт.)
- «Загибель богів» (1988, 2-й режисер)

Режисер-постановник:
- «Ти хто?» (1985, к/м т/ф, співавт. сцен., за оповіданням Андрія Платонова)
- «Яма» (1990, співавт. сцен.)
- «Грішниця в масці» (1993, співавт. сцен.)
- Документальні телестрічки:
  - «Серж Лифар з Києва» (1998)
  - «Життя в запропонованих обставинах. Амвросій Бучма» (1998)
  - «Semper tiro. Богдан Ступка» (2002)
  - «Великий лицедій М. Ф. Яковченко» (2003, відеофільм, кіностудія «Контакт») та ін.